# Epidesma josioides
Epidesma josioides là một loài bướm đêm thuộc phân họ Arctiinae, họ Erebidae.